# Mãe da Floresta

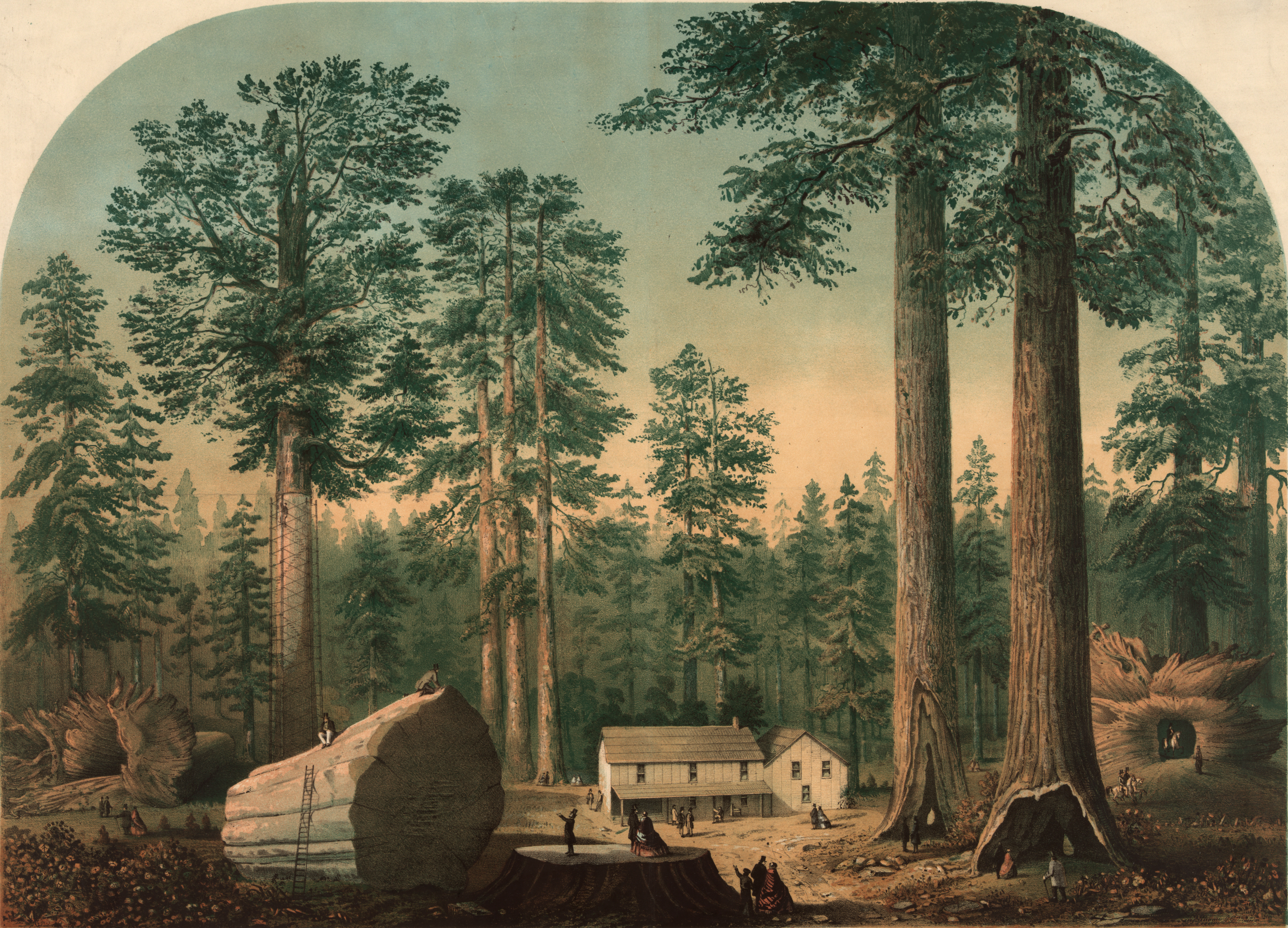
A visão de um artista das árvores de Calaveras Grove antes de 1860. A Mãe da Floresta é a segunda da esquerda.

Mãe da Floresta (667 a.C. - c. 1856) foi uma árvore Sequoiadendron giganteum antiga e enorme. A árvore vivia nas montanhas de Sierra Nevada, no leste da Califórnia central, Estados Unidos. Os restos das árvores mortas estão no Parque Estadual Calaveras Grove of Big Trees, no Condado de Calaveras, Califórnia. 

## História
Quando as 92 sequoias gigantes no vale foram descobertas e documentadas em 1852 por Augustus T. Dowd, a Mãe da Floresta era a segunda maior árvore depois da Árvore de Descoberta, que em 1853 recebeu o nome de The Big Stump. Dizia-se que a Mãe da Floresta estica 328 pés (100 m) no ar, com um perímetro de 93 pés (28 m).

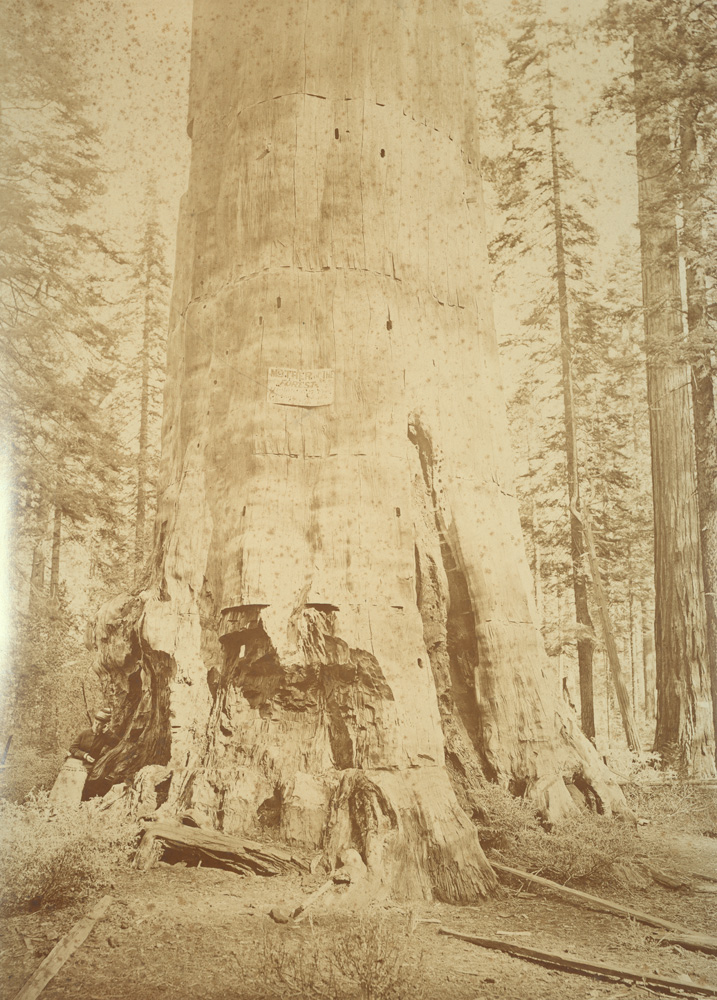
Mãe da Floresta c.1873-83

Na época da corrida do ouro na Califórnia, as pessoas procuravam na Califórnia riquezas desconhecidas. Como a fotografia ainda não havia sido desenvolvida o suficiente para satisfazer a curiosidade das pessoas, as árvores foram derrubadas e transportadas para as grandes cidades para provar sua existência a grandes custos. Em 1854, após exposições malsucedidas da Árvore das Descobertas, William Lapham, George L. Trask e George Gale começaram a remover a casca do tronco da Mãe da Floresta, pronta para ser montada novamente nas exposições. Os trabalhadores fizeram furos na árvore usando brocas de perfuração e inseriram hastes nos furos para suportar o peso dos andaimes e dos trabalhadores enquanto a casca era serrada. Durante 90 dias, 60 toneladas de casca foram removidas. A casca era de 18 polegadas (46 cm) de espessura na base, e em média 11 polegadas (28 cm). Gale enviou amostras da árvore para os silvicultores no leste, onde foi descoberto ter 2.520 anos.     

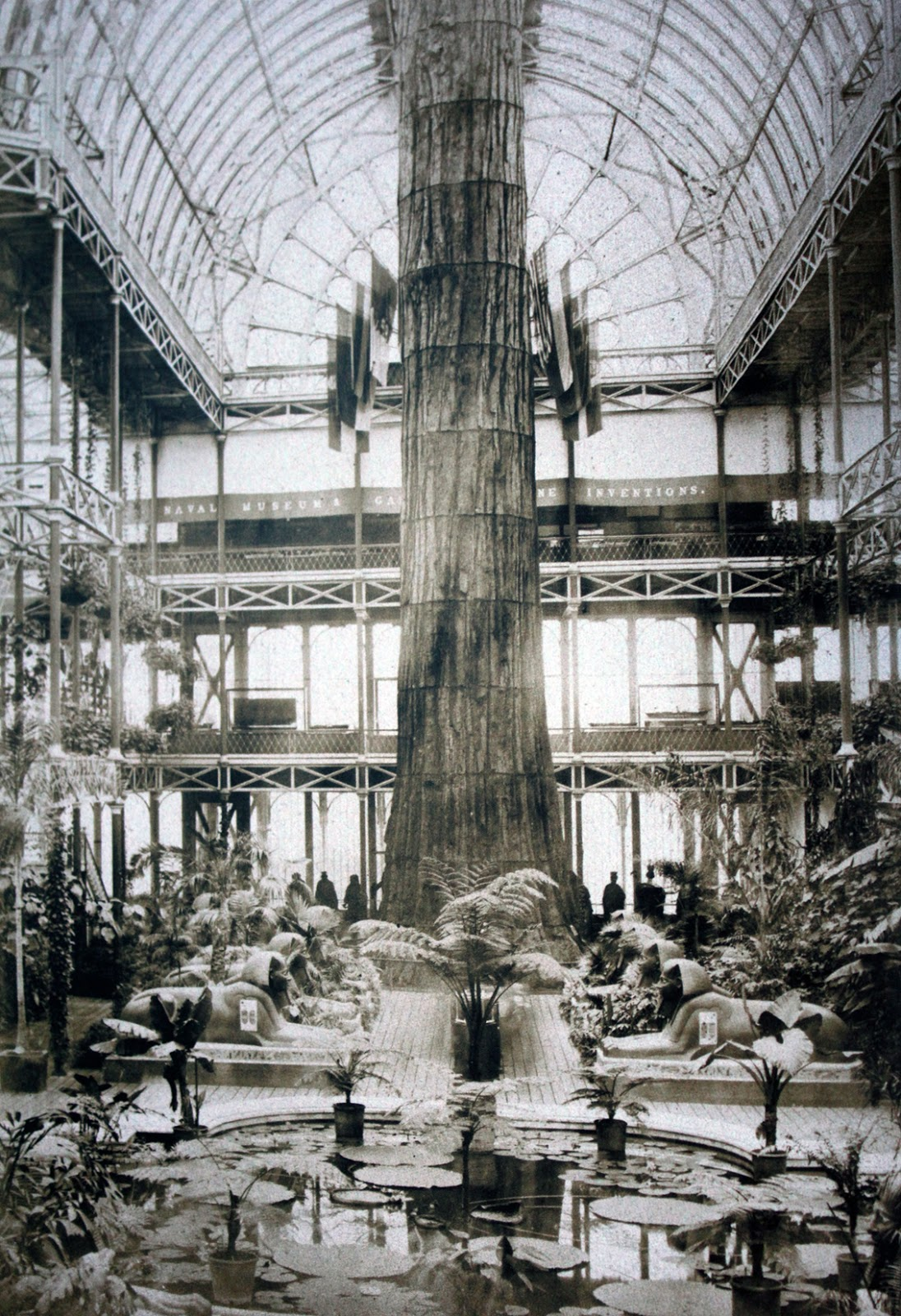
A casca da Mãe da Floresta em exposição em Londres como "A Mamute Árvore da Califórnia" em 1859

As seções removidas da casca foram enviadas por mar ao redor de Cape Horn para Nova York, onde foram remontadas em 1855 no formato de uma árvore para uma exposição "maravilhas vegetais das regiões douradas" no Palácio de Cristal de Nova York. Depois de Nova York, a casca foi enviada em 1856 para Londres, onde as seções acomodadas pelo edifício no Hyde Park atraíram tanta atenção que todas as seções foram colocadas permanentemente em seu comprimento total no The Crystal Palace em Sydenham, em Londres, no ano seguinte. Foi apresentado ao público como o tronco de uma árvore de 3.000 anos e foi um sucesso financeiro. Ficou lá até a nave do palácio, juntamente com a casca e outras exposições, serem destruídas em um incêndio em 1866.

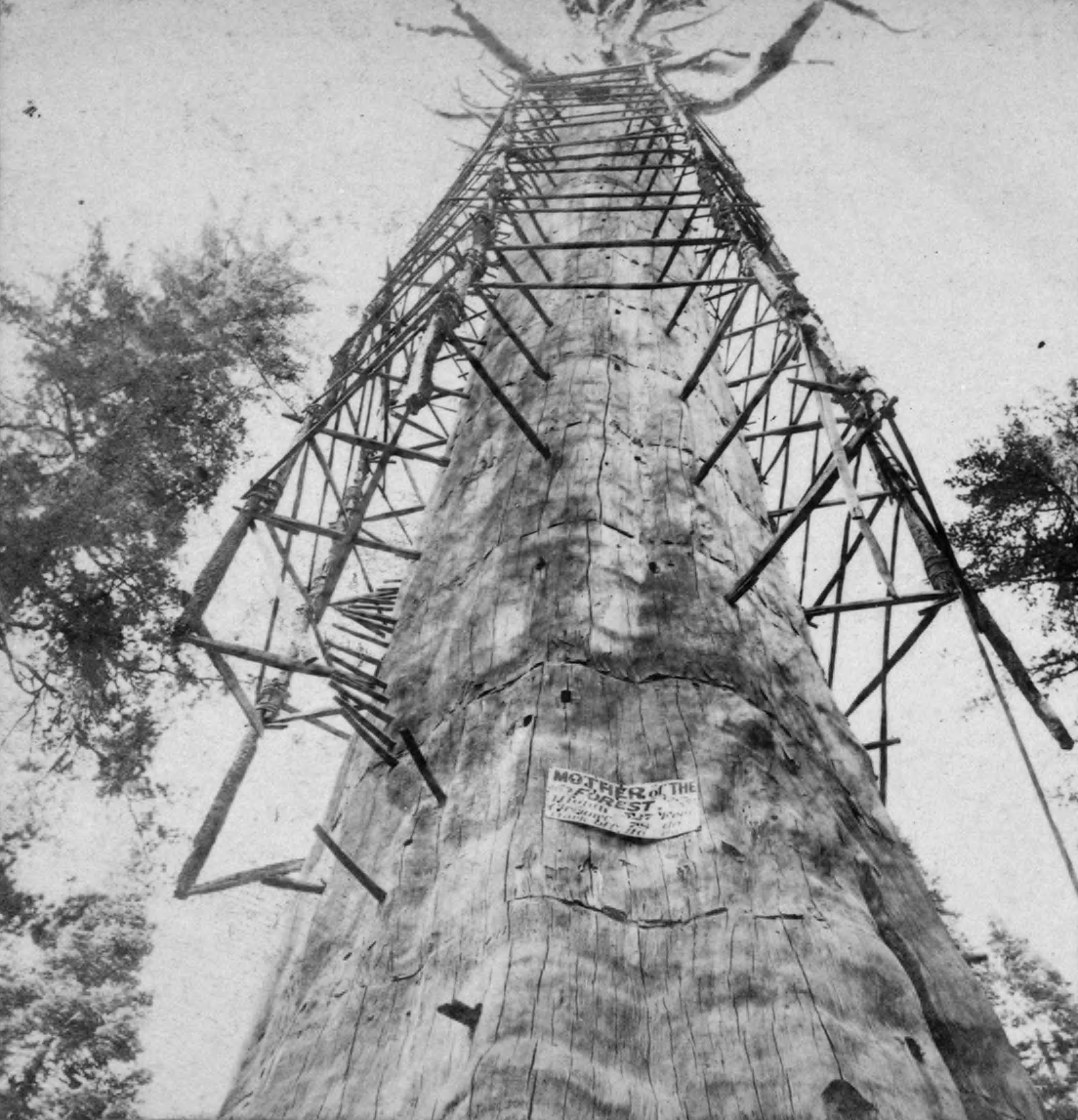
1866 com galhos vazios e andaimes ainda no lugar

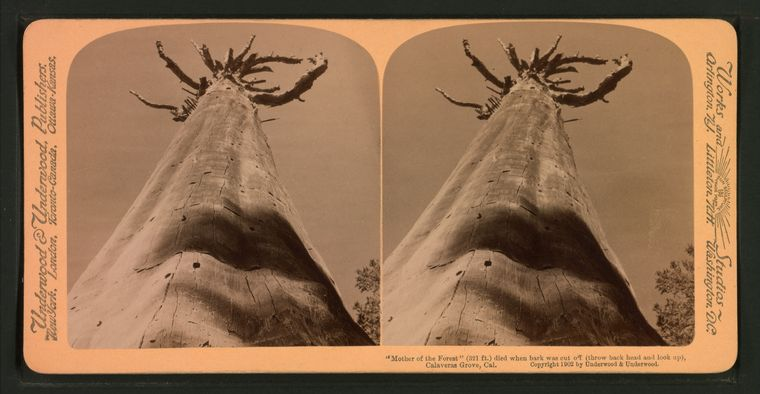
Fotografia estereoscópica da Mãe da Floresta a partir do topo do andaime

A Mãe da Floresta em Calaveras Grove não sobreviveu por muito tempo depois que a casca foi removida. Em 1856, a árvore ainda possuía folhagem completa mas em cinco anos nenhuma folha permaneceu. O plano para a árvore restante era construir uma escada em espiral ao redor da seção vazia e criar uma vista para os visitantes no alto da árvore. O livro de Hutchings de 1886 faz uma menção aos nomes e datas dos visitantes que foram esculpidos na árvore em diferentes alturas, especialmente no topo.
Em 1908, com a árvore desprotegida por sua casca resistente ao fogo, um incêndio varreu a área e queimou grande parte do que restava da árvore.

## Legado
Apesar ou devido às exposições da década de 1850, a destruição das grandes árvores foi recebida com protestos públicos. Em 1864, ao apresentar o projeto que se tornaria o Grant de Yosemite, o senador John Conness opinou que, mesmo depois de as pessoas terem visto as evidências físicas da Árvore das Descobertas e da Mãe da Floresta, elas ainda não acreditavam que as árvores eram genuínas, e que as áreas de onde vieram devem ser protegidas. Em 1903, depois de passar vários dias sob as sequoias de Yosemite com John Muir, o presidente Theodore Roosevelt fez um discurso dizendo: "No que diz respeito a algumas das árvores, quero que elas sejam preservadas porque são as únicas coisas do gênero no mundo".
A árvore e seus ambientes pertenciam a várias madeireiras por volta da virada do século, com planos de cortar as árvores remanescentes, pois sequoias e sequoias gigantes com seus grossos troncos eram vistas como grandes fontes de madeira na época. Isso causou novamente um coro de protestos públicos por parte de moradores e conservacionistas, e a área continuou a ser tratada como uma atração turística. A proteção de Yosemite foi gradualmente estendida à maioria das sequoias e Calaveras Grove juntou-se aos Parques Estaduais da Califórnia em 1931.

## Nos Dias atuais
Até hoje, o que resta de Mãe da Floresta permanece como um grande obstáculo enegrecido pelo fogo ao longo da trilha pelo North Grove, no final da trilha. As marcas de serra feitas quando a casca foi cortada ainda são visíveis, com mais de 30 metros de altura. 